# Scorțeni (Bacău)
Pour les articles homonymes, voir Scorțeni.
Scorțeni est une commune roumaine située dans le județ de Bacău.